# TeleBärn
TeleBärn est une chaîne de télévision locale suisse. Ses studios sont installés à Wabern, dans le Canton de Berne.

## Histoire de la chaîne
TeleBärn a commencé à émettre le 1er mars 1995. Elle est détenue par le groupe de presse Espace Media Groupe qui détient notamment le Berner Zeitung, Der Bund ainsi que Radio Canal 3 à Bienne. La chaîne diffuse tous ses programmes en dialecte bernois.

## Organisation

### Dirigeants
- Président : Albert P. Stäheli
- Directeur : Marc Friedly

### Diffusion
Avant 2013, la chaîne est diffusée dans toute la partie germanophone du Canton de Berne de même qu'à Bienne, ainsi que dans la partie alémanique du canton de Fribourg et dans le Canton de Soleure. Dès Janvier 2013, la chaîne est diffusée partout en Suisse via Swisscom TV.

## Émissions

### production interne
- News : informations régionales et nationales
- Sport : informations sportives
- Wetter : météo
- Automobil Revue TV (Mi) : magazine automobile. Ce magazine est vendu aux autres chaînes régionales alémaniques.

### production externe
- FUTURA.TV : magazine sur les métiers et l'emploi
- Mediashop : Teleshopping
- watchmetv.ch : magazine érotique

## Budget
TeleBärn a un chiffre d'affaires d'environ 4 mio de CHF.

## Audience
D'après IPM, organisme lucratif chargé de la publicité sur TeleBärn, la chaîne a eu une audience d'environ 237 200 auditeurs quotidiens en 2007 ce qui en fait la deuxième chaîne locale la plus regardée de Suisse après TeleZüri. Le bassin potentiel d'auditeur se chiffre à environ 1 million de téléspectateurs.

## Identité visuelle

1995-2015
Depuis 2015